# بوفورالول
بوفورالول (انگلیسی: Bufuralol) یک آنتاگونیست گیرنده بتا آدرنرژیک قوی با فعالیت آگونیست جزئی است. این ماده توسط CYP2D6 متابولیزه می‌شود.
بیشتر مسدودکننده‌های بتا بر پایه آریلوکسی پروپانول‌آمین هستند. در این استثنای نادر، اکسیژن بنزوفوران بخشی از یک حلقه است به جای اینکه از پیش‌ساز اپی‌کلروهیدرین مشتق شود.